# Riccardo Sogliano
Riccardo Sogliano (Alessandria, 4 marzo 1942) è un ex calciatore e dirigente sportivo italiano, di ruolo centrocampista.
Anche suo figlio Sean ha intrapreso la carriera di calciatore e dirigente sportivo.

## Carriera
Sogliano ha giocato con Varese e Milan in Serie A, ove esordì il 4 settembre 1965 a Milano nella partita Inter-Varese (5-2).
Ritiratosi dalla pratica agonistica, ha ricoperto ruoli dirigenziali nei club come Roma, Parma, Genoa, Brescia, Udinese e Varese (che rifondò nel 2004 a seguito di un fallimento e di cui mantenne la titolarità fino al 2008).

## Palmarès

### Club

#### Competizioni nazionali
- Serie B: 1

Varese: 1969-1970
- Coppa Italia: 2

Milan: 1971-1972, 1972-1973

#### Competizioni internazionali
- Coppa delle Coppe: 1

Milan: 1972-1973